# Indonesische Democratische Partij
De Indonesische Democratische Partij (Indonesisch: Partai Demokrasi Indonesia, PDI) was een politieke partij in Indonesië tussen 1973 en 2003. Tijdens de periode van Nieuwe Orde onder president Soeharto, tot 1998, was het een van de twee door de staat goedgekeurde oppositiepartijen.

## Oprichting
De eerste parlementsverkiezingen na het begin van de Nieuwe Orde, het presidentschap van Soeharto, vonden plaats in 1971. Deze verkiezingen werden met overmacht gewonnen door de Golkar-beweging van Soeharto, maar desalniettemin vond hij het aantal oppositiepartijen (negen bij die verkiezingen) te groot. Soeharto werkte daarom aan het nog verder verzwakken van de oppositie en in januari 1973 gaf hij de opdracht om alle oppositiepartijen samen te voegen in twee partijen: de islamitische Verenigde Ontwikkelingspartij (PPP) en de nationalistische, niet-islamitische Indonesische Democratische Partij (PDI). De vijf niet-islamitische partijen die werden samengevoegd in de PDI waren de christelijke Indonesische Christelijke Partij (Parkindo) en Katholieke Partij, de van oorsprong communistische partij Murba en de nationalistische partijen IPKI en Indonesische Nationale Partij (PNI).

## PDI tijdens de Nieuwe Orde
Er was vanaf het begin veel onenigheid binnen de partij, omdat de verschillende fusiepartijen erg verschillend waren en er dus verschillende facties bleven bestaan. De gezamenlijke steun voor het Pancasila-principe was een rode draad binnen de partij, maar verder waren er weinig gemeenschappelijke waarden. Zo was IPKI in de jaren 50 en 60 sterk anti-communistisch geweest, terwijl Murba van oorsprong juist communistisch was. De PNI, ooit de partij van vader des vaderlands Soekarno, had een sterke basis op Java. Parkindo had zijn basis in de christelijke gebieden waaronder Noord-Sumatra, Noord- en Midden-Sulawesi, de Molukken, West-Timor en Soemba en de Katholieke Partij haalde vooral stemmen op Flores. Bij de eerste verkiezingen waar de PDI aan meedeed, in 1977, was de partij weinig succesvol, enerzijds doordat de versplinterde partij moeilijk stemmers aan zich kon binden, en anderzijds doordat het electoraat erg verspreid was en dit ongunstig is in een districtenstelsel.
Tijdens de gehele periode van Nieuwe Orde bleef de PDI de derde partij. Na de verkiezingen van 1977 werd de partij ook derde (na Golkar en de Verenigde Ontwikkelingspartij) bij de verkiezingen van 1982, 1987, 1992 en 1997.

## Breuk met Megawati Soekarnoputri
Op het PDI-congres van 1993 werd Megawati Soekarnoputri, dochter van oud-president Soekarno, gekozen als nieuwe partijvoorzitter. Het Soeharto-regime erkende deze keuze niet en schoof Budi Harjono naar voren. Een extra congres werd georganiseerd om de keuze voor Budi Harjono te bekrachtigen, maar ook op dit congres won Megawati de stemming weer. 
In juni 1993 organiseerde het regime wederom een PDI-congres, dit keer in Medan. Megawati en haar aanhangers waren hierbij niet uitgenodigd, en het congres koos Soerjadi (eerder ook al voorzitter tussen 1986 en 1993) als voorzitter. Megawati-aanhangers accepteerden deze uitslag niet, en het PDI-hoofdkantoor in Jakarta bleef door hen in gebruik. Op 27 juli 1996 werd het hoofdkantoor aangevallen door Soerjadi-aanhangers, gedacht wordt met steun van de regering. Er braken gevechten uit, die gewonnen werden door de Megawati-aanhangers die het hoofdkantoor in handen hielden.
De PDI was nu uiteengevallen in twee facties. Bij de parlementsverkiezingen van 1997 riep Megawati op om niet op Soerjadi's PDI te stemmen, maar blanco te stemmen of zelfs een stem uit te brengen op de andere oppositiepartij: de Verenigde Ontwikkelingspartij PPP. Dit is ook bekend als de Aliansi Mega-Bintang, oftewel de alliantie van Megawati en de ster (bintang is Indonesisch voor ster; het logo van de PPP was destijds een ster).

## Na de val van Soeharto
Na de val van het regime van Soeharto en het begin van de Reformasi in 1998 richtte Megawati de Strijdende Indonesische Democratische Partij (PDI-P) op. Ook de PDI bleef nog bestaan, maar bij de parlementsverkiezingen van 1999 werd de PDI-P de grootste met 153 zetels, terwijl de PDI maar twee zetels bemachtigde. De PDI wijzigde haar naam in 2003 naar "Indonesische Partij voor Handhaving van de Democratie" (Partai Penegak Demokrasi Indonesia, PPDI), maar ook dat mocht niet baten. Bij de verkiezingen in 2004 behaalde de partij één zetel en in 2009 geen enkele. In 2013 werd de partij samengevoegd in de Partij Geweten van het Volk (Hanura).

## Verkiezingsresultaten
| Jaar | Stemmen    | Percentage | Zetels   |
| ---- | ---------- | ---------- | -------- |
| 1977 | 5.504.757  | 8,60%      | 29 / 360 |
| 1982 | 5.919.702  | 7,88%      | 24 / 360 |
| 1987 | 9.384.708  | 10,87%     | 40 / 400 |
| 1992 | 14.565.556 | 14,89%     | 56 / 400 |
| 1997 | 3.463.225  | 3,06       | 11 / 400 |
| 1999 | 345.720    | 0,33       | 2 / 500  |